# Verfassung der Republik Belarus

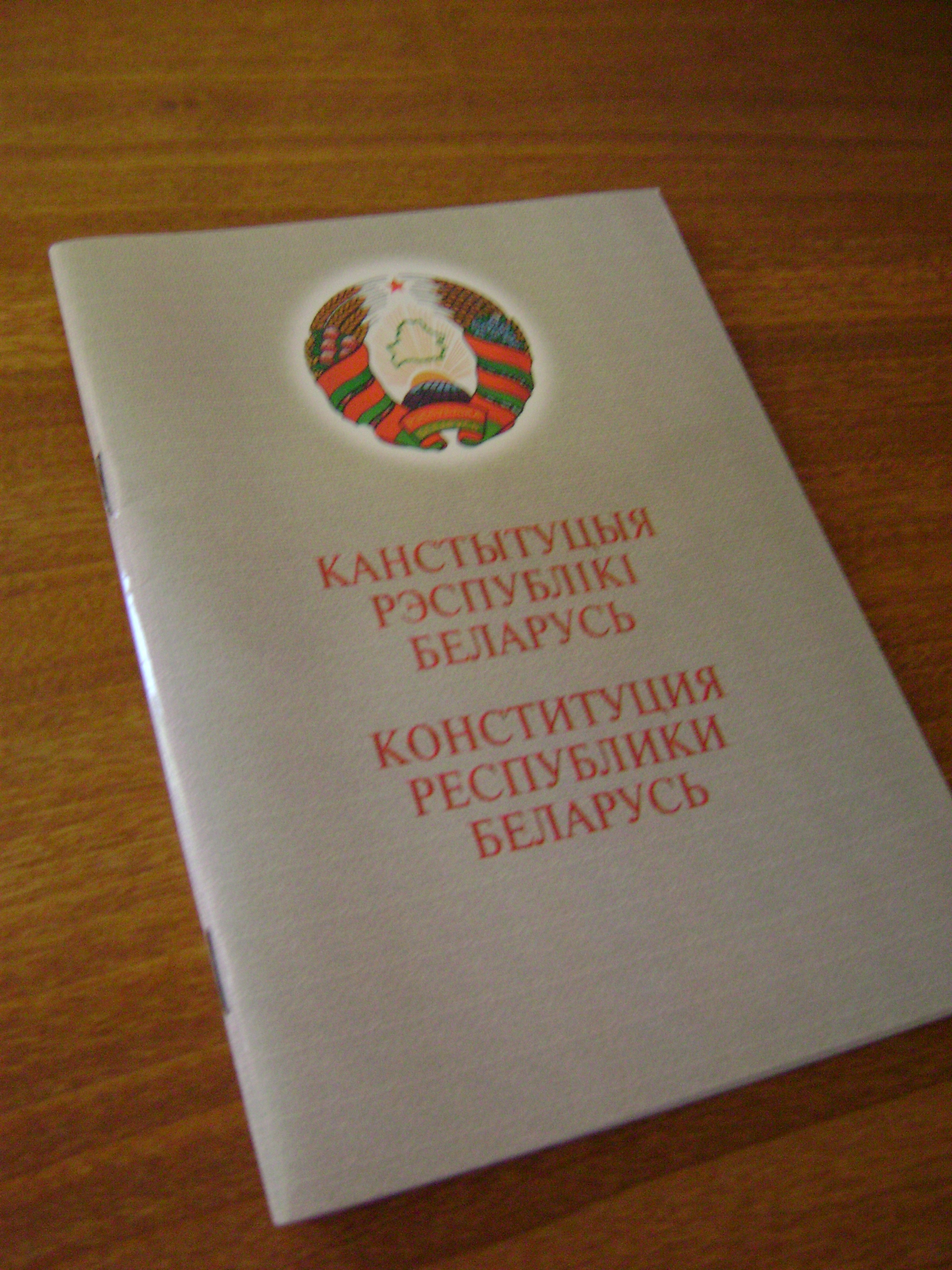
Verfassung der Republik Belarus als Flugschrift, mit Titel auf Belarussisch und Russisch.

Die Verfassung der Republik Belarus (belarussisch Канстытуцыя Рэспублікі Беларусь, russisch Конституция Республики Беларусь) ist das Grundgesetz der Republik Belarus. Sie wurde am 15. März 1994 vom Staatsoberhaupt Metschyslau Hryb unterzeichnet und 15 Tage später in der Regierungszeitung Zviazda offiziell veröffentlicht.
Dieses Dokument entstand drei Jahre nach der belarussischen Unabhängigkeitserklärung von der ehemaligen Sowjetunion. Darin werden die Grundlagen des belarussischen Staates, die Rechte und Pflichten seiner Bürger sowie die Funktionsweise und die Vollmachten der Regierung von Belarus festgelegt. Es besteht aus einer Präambel und neun Abschnitten mit insgesamt 146 Artikeln. 1996 und 2004 wurden jeweils durch ein Referendum die Vollmachten von Staatspräsident Aljaksandr Lukaschenka erweitert. 1996 wurde der Oberste Rat – ein Einkammerparlament, das 1991 eingeführt worden war – aufgelöst, und die Amtszeit des Staatspräsidenten wurde um zwei Jahre verlängert. Im Oktober 2004 wurde die vorherige Beschränkung des Präsidenten auf zwei Amtszeiten abgeschafft.
Während der Proteste in Belarus 2020 erklärte sich Staatspräsident Lukaschenka bereit, unter der Voraussetzung eines Referendums die Verfassung ein weiteres Mal abändern zu lassen.
In Artikel 33 der Verfassung ist die Meinungsfreiheit festgeschrieben. Zudem ist eine Monopolisierung der Medien durch den Staat und Zensur verboten. Diesem Artikel widerspricht die faktische Situation der Medien in Belarus (siehe auch Presse und Propaganda in Belarus).
Am 27. Februar 2022 wurde in Belarus ein Referendum über eine Verfassungsänderung abgehalten, die dem diktatorisch regierenden Lukaschenka weitere Amtszeiten ermöglichen soll. Vorgesehen ist auch die Möglichkeit, künftig dauerhaft russische Truppen und Atomwaffen in Belarus zu stationieren.